# Høgryggen
Der Høgryggen (norwegisch für Hoher Rücken) ist ein verschneiter und bis zu 2535 m hoher Gebirgskamm im ostantarktischen Königin-Maud-Land. Im Gebirge Sør Rondane erstreckt er sich von der Walnumfjella in südlicher Richtung.
Wissenschaftler des Norwegischen Polarinstituts benannten ihn 1973.